# Nati il 7 novembre
| Questa pagina contiene informazioni ricavate automaticamente dalle voci biografiche con l'ausilio del template Bio e di un bot. L'aggiornamento è periodico e automatico e ricostruisce completamente la pagina. Se manca una persona in questa lista, sei pregato di non aggiungerla, ma accertati piuttosto che la sua voce biografica contenga il template Bio e che i dati anagrafici siano correttamente compilati. Se il template Bio manca, inseriscilo tu stesso o, in alternativa, metti l'avviso {{tmp\|Bio}} che ne segnala la mancanza. Se i dati riportati sono sbagliati, correggi direttamente la voce biografica; le modifiche saranno visibili in questa lista entro pochi giorni. Per chiarimenti vedi il progetto biografie. La lista contiene solo le 1.035 persone che sono citate nell'enciclopedia e per le quali è stato implementato correttamente il template Bio. Pagina aggiornata al 13 ago 2025. |

## VII secolo(1)
- 630 - Costante II, imperatore bizantino († 668)

## X secolo(1)
- 994 - Ibn Hazm, giurista e letterato arabo († 1064)

## XII secolo(1)
- 1196 - Principe Dōjonyūdō, poeta giapponese († 1249)

## XIV secolo(2)
- 1316 - Simeone di Russia, principe russo († 1353)
- 1344 - Giovanna d'Aragona, principessa spagnola († 1385)

## XV secolo(3)
- 1456 - Margherita di Baviera-Landshut, principessa († 1501)
- 1474 - Lorenzo Campeggi, cardinale, vescovo cattolico e diplomatico italiano († 1539)
- 1474 - Francesco Vettori, ambasciatore italiano († 1539)

## XVI secolo(5)
- 1509 - Bernardino Telesio, filosofo e scrittore italiano († 1588)
- 1547 - Rodolfo Ospiniano, teologo svizzero († 1626)
- 1567 - Margherita Farnese, nobile italiano († 1643)
- 1593 - Willem van Haecht, pittore, incisore e museologo fiammingo († 1637)
- 1598 - Francisco de Zurbarán, pittore spagnolo († 1664)

## XVII secolo(18)
- 1604 - Bernardo da Offida, religioso italiano († 1694)
- 1612 - Michał Boym, missionario polacco († 1659)
- 1615 - Raimondo Capizucchi, cardinale italiano († 1691)
- 1620 - Flavio Orsini, duca italiano († 1698)
- 1621 - Sigismondo Alfonso Thun, vescovo cattolico italiano († 1677)
- 1625 - Cosimo Ulivelli, pittore italiano († 1705)
- 1625 - Enrico II di Savoia-Nemours, nobile e arcivescovo cattolico francese († 1659)
- 1649 - Carlo Benedetto Giustiniani, II principe di Bassano, nobile italiano († 1679)
- 1674 - Cristiano III del Palatinato-Zweibrücken, nobile tedesco († 1735)
- 1677 - Maddalena Guglielmina di Württemberg, nobildonna († 1742)
- 1680 - Cristiano III Maurizio di Sassonia-Merseburg, duca († 1694)
- 1681 - Isaac-Joseph Berruyer, gesuita, storico e scrittore francese († 1758)
- 1684 - Petrus Johannes Meindaerts, arcivescovo vetero-cattolico olandese († 1767)
- 1687 - William Stukeley, antiquario, medico e presbitero inglese († 1765)
- 1690 - Domenico Marquardo di Löwenstein-Wertheim-Rochefort, nobile tedesco († 1738)
- 1692 - Giuseppe Ginanni, naturalista italiano († 1753)
- 1692 - Johann Gottfried Schnabel, scrittore tedesco
- 1696 - Heinrich von Manteuffel, generale prussiano († 1778)

## XVIII secolo(26)
- 1706 - Carlo Cecere, compositore e musicista italiano († 1761)
- 1710 - Michelangelo Vella, compositore e organista maltese († 1792)
- 1718 - Giovanni Carsana, arcivescovo cattolico dalmata († 1800)
- 1720 - Eraclio II di Georgia, re georgiano († 1798)
- 1731 - Robert Rogers, militare britannico († 1795)
- 1736 - Gregorio Bandi, arcivescovo italiano († 1802)
- 1737 - Vincenzo Lupoli, vescovo cattolico e scrittore italiano († 1800)
- 1745 - Enrico Federico di Hannover, nobile († 1790)
- 1745 - Teodoro Loredano Balbi, vescovo cattolico italiano († 1831)
- 1745 - Pietro Antonio Zorzi, cardinale e arcivescovo cattolico italiano († 1803)
- 1746 - Absalom Jones, attivista e religioso statunitense († 1818)
- 1750 - Federico Leopoldo di Stolberg-Stolberg, nobile tedesco († 1819)
- 1759 - Jean Antoine Rossignol, generale francese († 1802)
- 1760 - Jean-Baptiste Dumonceau, generale belga († 1821)
- 1762 - Luigi Catani, pittore italiano († 1840)
- 1767 - Constance de Théis, poetessa francese († 1845)
- 1767 - Tommaso Corsini, politico italiano († 1856)
- 1770 - Jedediah K. Smith, politico e giurista statunitense († 1828)
- 1777 - Pietro Configliachi, fisico e religioso italiano († 1844)
- 1782 - John Pye, incisore inglese († 1874)
- 1786 - Francisco Andrevi, musicista spagnolo († 1853)
- 1786 - Ekaterina Semёnovna Semёnova, attrice teatrale russa († 1849)
- 1787 - Carl Carl, attore teatrale, commediografo e direttore teatrale austriaco († 1854)
- 1787 - Vuk Stefanović Karadžić, linguista, scrittore e etnologo serbo († 1864)
- 1790 - Luigi Legnani, chitarrista e compositore italiano († 1877)
- 1799 - Jules-Henri Vernoy de Saint-Georges, librettista francese († 1875)

## XIX secolo(161)
- 1801 - Leonardo Moccia, vescovo cattolico italiano († 1852)
- 1801 - Robert Dale Owen, politico e diplomatico statunitense († 1877)
- 1802 - Marianna Bottini, compositrice italiana († 1858)
- 1803 - Vasilij Evgrafovič Samarskij-Bychovec, ingegnere russo († 1870)
- 1805 - Charles Howard, XVII conte di Suffolk, nobile e politico britannico († 1876)
- 1808 - Hermann Kauffmann, pittore e litografo tedesco († 1889)
- 1810 - Ferenc Erkel, compositore, pianista e direttore d'orchestra ungherese († 1893)
- 1810 - Fritz Reuter, scrittore tedesco († 1874)
- 1811 - Richard Collinson, ufficiale e esploratore inglese († 1883)
- 1811 - Karel Jaromír Erben, filologo e poeta ceco († 1870)
- 1812 - Ida Botti Scifoni, pittrice italiana († 1844)
- 1813 - Giovanni Brandani, fantino italiano († 1839)
- 1815 - Henry Fitzalan-Howard, XIV duca di Norfolk, nobile e politico inglese († 1860)
- 1818 - Emil Du Bois-Reymond, fisiologo tedesco († 1896)
- 1819 - Elizabeth Neall Gay, attivista statunitense († 1907)
- 1819 - Nicola Zanichelli, editore italiano († 1884)
- 1822 - Edouard Gregoir, compositore e musicologo belga († 1890)
- 1823 - Ichikawa Danjūrō VIII, attore teatrale e scrittore giapponese († 1854)
- 1823 - Pietro Pericoli, banchiere e politico italiano († 1886)
- 1824 - Corrado Arezzo de Spuches di Donnafugata, politico italiano († 1895)
- 1828 - Paul Baudry, pittore francese († 1886)
- 1828 - Ludwig Deppe, compositore, direttore d'orchestra e pianista tedesco († 1890)
- 1831 - Bernardo Maria di Gesù, presbitero italiano († 1911)
- 1831 - Mélanie Calvat, religiosa e veggente francese († 1904)
- 1831 - Antonino Sangiorgi, magistrato, avvocato e politico italiano († 1899)
- 1832 - Giovanni Tortoli, linguista e filologo italiano († 1914)
- 1832 - Andrew Dickson White, diplomatico e storico statunitense († 1918)
- 1833 - Rafael Pombo, poeta, scrittore e linguista colombiano († 1912)
- 1837 - Carlo Bonardi, patriota italiano († 1860)
- 1837 - Stanisław Tarnowski, poeta, scrittore e politico polacco († 1917)
- 1838 - Cecilia Maria Molyneux, nobildonna inglese († 1910)
- 1838 - Auguste de Villiers de L'Isle-Adam, scrittore e commediografo francese († 1889)
- 1839 - Hermann Levi, direttore d'orchestra e compositore tedesco († 1900)
- 1842 - Hermann Lossen, chirurgo tedesco († 1909)
- 1844 - Albert Dastre, fisiologo francese († 1917)
- 1844 - Rickard Daniel Gwydir, militare indiano († 1925)
- 1845 - Ottavio Cagiano de Azevedo, cardinale italiano († 1927)
- 1846 - Ignaz Brüll, compositore e pianista austriaco († 1907)
- 1846 - Cecil Foljambe, I conte di Liverpool, politico britannico († 1907)
- 1847 - Lotta Crabtree, attrice statunitense († 1924)
- 1848 - B. B. Comer, imprenditore e politico statunitense († 1927)
- 1849 - Józef Chełmoński, pittore polacco († 1914)
- 1850 - Emilio Bisi, scultore italiano († 1920)
- 1850 - Big Nose Kate, ungherese († 1940)
- 1852 - Douglas Graham, V duca di Montrose, militare scozzese († 1925)
- 1852 - Fritz Scheel, direttore d'orchestra tedesco († 1907)
- 1853 - Luigi Failla Tedaldi, entomologo italiano († 1933)
- 1854 - Ernest Babelon, numismatico, medievista e bibliotecario francese († 1924)
- 1854 - Emilio Bonelli, militare, scrittore e esploratore spagnolo († 1926)
- 1854 - Miguel Febres Cordero, religioso ecuadoriano († 1910)
- 1855 - Edwin Hall, fisico statunitense († 1938)
- 1855 - Nahar Singh di Shahpura, principe indiano († 1932)
- 1856 - Semën Zinov'evič Alapin, scacchista russo († 1923)
- 1856 - Julius Geppert, farmacologo tedesco († 1937)
- 1858 - Luigi Torchi, musicologo italiano († 1920)
- 1860 - Girolamo Di Martino, politico italiano († 1915)
- 1860 - Jean Baptiste Eugène Estienne, ingegnere francese († 1936)
- 1860 - Alessandro Lazzerini, scultore italiano († 1942)
- 1860 - Paul Peel, pittore canadese († 1892)
- 1861 - Lesser Ury, pittore tedesco († 1931)
- 1862 - Grégoire Le Roy, scrittore e pittore belga († 1941)
- 1863 - Julián del Casal, poeta cubano († 1893)
- 1865 - Stanislao Monti Guarnieri, giornalista e politico italiano († 1926)
- 1867 - J.P. Morgan Jr, banchiere e filantropo statunitense († 1943)
- 1867 - Marie Curie, fisica, chimica e matematica polacca († 1934)
- 1868 - Delfim Moreira, avvocato e politico brasiliano († 1920)
- 1868 - Ireneo Sanesi, filologo, critico letterario e poeta italiano († 1964)
- 1869 - Leonard Forrer, numismatico svizzero († 1953)
- 1869 - Kálmán Kánya, politico ungherese († 1945)
- 1869 - Alfredo Salafia, italiano († 1933)
- 1870 - Konstantyn Dominik, vescovo cattolico polacco († 1942)
- 1871 - Tullio Marchetti, generale e agente segreto italiano († 1955)
- 1871 - Pierre-Maurice-Marie Rivière, arcivescovo cattolico francese († 1961)
- 1872 - Walter Granger, paleontologo statunitense († 1941)
- 1872 - Lucille La Verne, attrice statunitense († 1945)
- 1872 - Leonora Speyer, poetessa e violinista statunitense († 1956)
- 1873 - Leone Ciprelli, poeta, editore e drammaturgo italiano († 1953)
- 1873 - Salvatore D'Aquila, mafioso italiano († 1928)
- 1873 - Ol'ga Aleksandrovna Jur'evskaja, russa († 1925)
- 1873 - Frederick Ranalow, baritono irlandese († 1953)
- 1875 - Augusta Anderson, attrice svedese († 1951)
- 1875 - Eduardo Di Giovanni, avvocato e politico italiano († 1979)
- 1876 - Culbert Olson, politico statunitense († 1962)
- 1876 - Alfredo Pochettino, fisico e scienziato italiano († 1953)
- 1876 - Alex Smith, calciatore scozzese († 1954)
- 1878 - Paolo D'Ancona, storico dell'arte italiano († 1964)
- 1878 - Avraham Yeshayahu Karelitz, rabbino e teologo israeliano († 1953)
- 1878 - Lise Meitner, fisica austriaca († 1968)
- 1879 - King Baggot, attore, regista e sceneggiatore statunitense († 1948)
- 1879 - Ludwig Moroder, scultore italiano († 1953)
- 1879 - Lev Trockij, politico, rivoluzionario e politologo sovietico († 1940)
- 1880 - Claudio Guastalla, librettista italiano († 1948)
- 1880 - Peretz Hirschbein, scrittore, giornalista e drammaturgo polacco († 1948)
- 1880 - Clarence Lidington, ginnasta e multiplista statunitense († 1940)
- 1880 - Joe May, regista, produttore cinematografico e sceneggiatore austriaco († 1954)
- 1881 - Miroslav Havel, compositore di scacchi cecoslovacco († 1958)
- 1881 - Federico Ernesto Mariscal Piña, architetto messicano († 1971)
- 1881 - Sergej Dmitrievič Merkurov, scultore russo († 1952)
- 1881 - Giuseppe Saitta, filosofo e storico della filosofia italiano († 1965)
- 1881 - Guido Segre, imprenditore e funzionario italiano († 1945)
- 1882 - Allan Murnane, attore statunitense († 1950)
- 1883 - Valerio Valeri, cardinale e arcivescovo cattolico italiano († 1963)
- 1884 - Maurizio Ramassotto, aviatore e pilota automobilistico italiano († 1951)
- 1885 - Cecilio Maria Cortinovis, religioso italiano († 1984)
- 1885 - Sabina Nikolaevna Špil'rejn, psicoanalista russa († 1942)
- 1885 - Erwin Stein, direttore d'orchestra e critico musicale austriaco († 1958)
- 1885 - Otto Trieloff, velocista tedesco († 1967)
- 1886 - Marcello Morelli, scrittore e presbitero italiano († 1972)
- 1886 - Aaron Nimzowitsch, scacchista e scrittore lettone († 1935)
- 1887 - Guus van Hecking Colenbrander, calciatore olandese († 1945)
- 1888 - Chandrasekhara Venkata Raman, fisico indiano († 1970)
- 1888 - Karl Ritter, regista, produttore cinematografico e sceneggiatore tedesco († 1977)
- 1888 - Reinhold Schünzel, attore, regista e sceneggiatore tedesco († 1954)
- 1889 - George Davis, attore olandese († 1965)
- 1889 - Oscar Jacobsson, fumettista svedese († 1945)
- 1889 - Nestor Ivanovič Machno, anarchico e rivoluzionario ucraino († 1934)
- 1890 - Celestino Arena, economista italiano († 1967)
- 1890 - Elsie Jane Wilson, attrice, regista e sceneggiatrice neozelandese († 1965)
- 1891 - Alberto Bruciamonti, calciatore italiano († 1963)
- 1891 - Luigi Chatrian, generale e politico italiano († 1967)
- 1891 - Luis Concha Córdoba, cardinale e arcivescovo cattolico colombiano († 1975)
- 1891 - Miriam Cooper, attrice statunitense († 1976)
- 1891 - Dmitrij Andreevič Furmanov, scrittore russo († 1926)
- 1891 - Genrich Grigor'evič Jagoda, politico e militare sovietico († 1938)
- 1892 - Henri Basset, orientalista e linguista francese († 1926)
- 1892 - Alessandro Bettoni Cazzago, militare italiano († 1951)
- 1892 - Rodolfo Psaro, militare italiano († 1940)
- 1892 - Edward Sedgwick, regista, sceneggiatore e attore statunitense († 1953)
- 1892 - Gustav-Adolf von Zangen, generale tedesco († 1964)
- 1893 - John F. Hamilton, attore statunitense († 1967)
- 1893 - Leatrice Joy, attrice statunitense († 1985)
- 1893 - Margaret Leech, storica e scrittrice statunitense († 1974)
- 1893 - Tommaso Leone Marchesano, politico e avvocato italiano († 1968)
- 1893 - Ivar Swensson, calciatore svedese († 1934)
- 1893 - Umberto Vecchina, calciatore italiano († 1954)
- 1894 - Carlo Adamoli, aviatore, inventore e imprenditore italiano († 1942)
- 1894 - Arrigo Cairo, avvocato e politico italiano († 1959)
- 1894 - Sonja Kovačić-Tajčević, pittrice croata († 1968)
- 1894 - Abdon Maltagliati, politico italiano († 1957)
- 1895 - Evgen Betetto, calciatore, scrittore e partigiano sloveno († 1945)
- 1895 - José Laguna, allenatore di calcio e calciatore argentino († 1965)
- 1895 - Vsevolod Nikolaevič Merkulov, generale e funzionario sovietico († 1953)
- 1895 - Luigi Pianetti, calciatore italiano
- 1895 - Luigi Ridolfi Vay da Verrazzano, politico, imprenditore e dirigente sportivo italiano († 1958)
- 1896 - Charles Gray Catto, aviatore statunitense († 1972)
- 1896 - Vittorio Ugo Colajanni, politico italiano († 1979)
- 1896 - Arrigo Fugassa, scrittore italiano († 1940)
- 1896 - Mikhas Čarot, poeta e scrittore bielorusso († 1937)
- 1897 - Herman J. Mankiewicz, sceneggiatore, giornalista e critico teatrale statunitense († 1953)
- 1897 - Fanny Vialardi di Sandigliano, cavallerizza italiana († 1987)
- 1898 - Henry Herbert, VI conte di Carnarvon, nobile inglese († 1987)
- 1898 - Paolo Manuel Gismondi, politico italiano († 1968)
- 1898 - Margaret Morris, attrice statunitense († 1968)
- 1898 - Vadim Borisovič Šavrov, ingegnere aeronautico e storico sovietico († 1976)
- 1899 - Carmela Adani, scultrice italiana († 1965)
- 1899 - Virginia Bradford, attrice statunitense († 1995)
- 1899 - Antonio D'Arliano, pittore, scenografo e scultore italiano († 1992)
- 1899 - Kazimierz Laskowski, schermidore polacco († 1961)
- 1899 - Daisuke Namba, attivista giapponese († 1924)
- 1900 - Nellie Campobello, scrittrice messicana († 1986)
- 1900 - Efrem Kurtz, direttore d'orchestra russo († 1995)

## XX secolo(794)
- 1901 - Cecília Meireles, poetessa, docente e giornalista brasiliana († 1964)
- 1901 - Sirio Santucci, compositore italiano († 1959)
- 1901 - Mario de Vergottini, statistico italiano († 1971)
- 1903 - Ary Barroso, pianista, compositore e giornalista brasiliano († 1964)
- 1903 - Giovanni Ferrantes, scacchista, dirigente sportivo e giornalista italiano († 1995)
- 1903 - Dean Jagger, attore statunitense († 1991)
- 1903 - Konrad Lorenz, zoologo e etologo austriaco († 1989)
- 1904 - Tommaso Ajroldi, politico italiano († 1985)
- 1904 - Jean Coulomb, matematico e geofisico francese († 1999)
- 1904 - Lester Lee, sceneggiatore statunitense († 1956)
- 1904 - Jean Mitry, saggista, critico cinematografico e regista francese († 1988)
- 1904 - Álvaro Pereira, calciatore portoghese
- 1904 - Gino Rossetti, calciatore e allenatore di calcio italiano († 1992)
- 1905 - William Alwyn, compositore, direttore d'orchestra e docente britannico († 1985)
- 1905 - Alice Day, attrice statunitense († 1995)
- 1905 - Aurélio de Lira Tavares, generale e politico brasiliano († 1998)
- 1906 - Jean Leray, matematico francese († 1998)
- 1906 - Pierre Magne, ciclista su strada francese († 1980)
- 1906 - Totò Mignone, attore e ballerino italiano († 1993)
- 1906 - Walter M. Scott, scenografo statunitense († 1989)
- 1906 - Viola Spolin, insegnante, educatrice e scrittrice statunitense († 1994)
- 1907 - Ercole Frigerio, pilota motociclistico italiano († 1952)
- 1907 - Bessie Hendricks, supercentenaria statunitense († 2023)
- 1907 - Thomas Browne Henry, attore statunitense († 1980)
- 1907 - Vladimir Korol'kov, ingegnere e compositore di scacchi sovietico († 1987)
- 1907 - Heinz London, fisico tedesco († 1970)
- 1907 - André Michel, regista francese († 1989)
- 1907 - Attilio Venudo, politico italiano († 1963)
- 1908 - Marijac, fumettista francese († 1994)
- 1908 - Zhou Yang, scrittore cinese († 1989)
- 1909 - Raymond François, calciatore francese († 1984)
- 1909 - Norman Krasna, sceneggiatore e regista statunitense († 1984)
- 1909 - Joseph Nuttin, psicologo belga († 1988)
- 1909 - Ken Uehara, attore giapponese († 1991)
- 1909 - Sadao Yamanaka, regista e sceneggiatore giapponese († 1938)
- 1910 - Pearl Argyle, ballerina e attrice sudafricana († 1947)
- 1910 - Aldo Biffi, calciatore e allenatore di calcio italiano († 1990)
- 1910 - Carlo De Carli, architetto, designer e teorico dell'architettura italiano († 1999)
- 1910 - Edmund Leach, antropologo britannico († 1989)
- 1910 - María Rosa Lida de Malkiel, filologa classica e grecista argentina († 1962)
- 1910 - Teodor Peterek, calciatore polacco († 1969)
- 1910 - Ernesto Zanardi, politico italiano († 2002)
- 1911 - Josif Cankov, musicista, cestista e allenatore di pallacanestro bulgaro († 1971)
- 1911 - Michail Kuz'mič Jangel', ingegnere sovietico († 1971)
- 1911 - Maria Lătărețu, cantante e compositrice rumena († 1972)
- 1911 - Arnaldo Mochetti, attore italiano († 1955)
- 1911 - Paola Ojetti, sceneggiatrice, traduttrice e critica cinematografica italiana († 1978)
- 1911 - Roberts Pakalns, calciatore e allenatore di calcio lettone († 1986)
- 1911 - Hans Pesser, allenatore di calcio e calciatore austriaco († 1986)
- 1911 - Nathan Rapoport, scultore polacco († 1987)
- 1911 - Ángeles Santos Torroella, pittrice spagnola († 2013)
- 1911 - Hassan Hosni Tawfik, schermidore egiziano († 2005)
- 1911 - Riziero Vallari, calciatore argentino († 1994)
- 1912 - Chithira Thirunal Balarama Varma, principe indiano († 1991)
- 1912 - Gino Costenaro, calciatore e allenatore di calcio italiano († 1997)
- 1912 - Willie Evans, calciatore gallese († 1976)
- 1912 - Viktor Grigor'evič Komissarževskij, regista sovietico († 1981)
- 1912 - Ernst Lehner, calciatore tedesco († 1986)
- 1912 - Trude Marlen, attrice austriaca († 2005)
- 1912 - Nilo Ossani, cantante italiano († 1997)
- 1913 - Albert Camus, scrittore, filosofo e saggista francese († 1960)
- 1913 - Ignazio Marcoccio, dirigente sportivo e politico italiano († 2012)
- 1913 - Eileen O'Hearn, attrice statunitense († 1992)
- 1913 - Marcel Pfeuti, arbitro di pallacanestro svizzero († 2007)
- 1913 - Michail Sergeevič Solomencev, politico sovietico († 2008)
- 1913 - Jakov Izrailevič Zak, pianista e docente sovietico († 1976)
- 1914 - Gabino Arregui, calciatore argentino († 1991)
- 1914 - Ted Fenton, calciatore e allenatore di calcio inglese († 1992)
- 1914 - R. A. Lafferty, scrittore di fantascienza statunitense († 2002)
- 1914 - Antonio Oré, cestista peruviano († 1994)
- 1914 - Giovanni Tabacco, storico e medievista italiano († 2002)
- 1914 - John Welsh, attore irlandese († 1985)
- 1915 - Alfonso De Franciscis, archeologo italiano († 1989)
- 1915 - Jane Hamilton, attrice e modella statunitense († 2004)
- 1915 - Philip Morrison, fisico statunitense († 2005)
- 1916 - Joe Bushkin, pianista e trombettista statunitense († 2004)
- 1916 - Joe Cobb, attore cinematografico statunitense († 2002)
- 1916 - Michail Aleksandrovič Dudin, poeta e scrittore russo († 1993)
- 1916 - Alvaro Marchini, partigiano, imprenditore e gallerista italiano († 1985)
- 1916 - Lauri Silvennoinen, fondista finlandese († 2004)
- 1917 - Ján Arpáš, calciatore cecoslovacco († 1976)
- 1917 - Klavdija Aleksandrovna Barchatova, astronoma sovietica († 1990)
- 1917 - Edith Bouvier Beale, cabarettista e modella statunitense († 2002)
- 1917 - Tullio Covre, aviatore italiano († 1961)
- 1917 - Castor Elzo, calciatore spagnolo († 1989)
- 1917 - María Freire, pittrice, scultrice e critica d'arte uruguaiana († 2015)
- 1917 - Johnny Hoekstra, cestista statunitense († 2006)
- 1917 - Dick Hogan, attore e cantante statunitense († 1995)
- 1917 - Éva Kun, schermitrice ungherese († 1982)
- 1917 - Beatrice Mancini, attrice italiana († 1987)
- 1917 - Dmitrij Stepanovič Poljanskij, politico e diplomatico sovietico († 2001)
- 1917 - Tofiq Quliyev, compositore, pianista e direttore d'orchestra azero († 2000)
- 1917 - Helen Suzman, politica e attivista sudafricana († 2009)
- 1917 - Titos Vandis, attore greco († 2003)
- 1918 - Maffeo Giovanni Ducoli, vescovo cattolico italiano († 2012)
- 1918 - Mario Fiorentini, partigiano, agente segreto e matematico italiano († 2022)
- 1918 - Mavis Freeman, nuotatrice statunitense († 1988)
- 1918 - Billy Graham, predicatore e scrittore statunitense († 2018)
- 1918 - Inger Hanmann, artista danese († 2007)
- 1919 - Jozef Bačkor, calciatore slovacco († 1988)
- 1919 - Vincenzo Cavallari, avvocato e politico italiano († 2000)
- 1919 - Ove Jensen, calciatore danese († 2011)
- 1919 - Juvenal Sáenz, cestista, giocatore di baseball e allenatore di pallacanestro ecuadoriano († 2016)
- 1919 - Ellen Stewart, regista, coreografa e drammaturga statunitense († 2011)
- 1920 - Per-Axel Arosenius, attore svedese († 1981)
- 1920 - Ignacio Eizaguirre, allenatore di calcio e calciatore spagnolo († 2013)
- 1920 - Domenico Gambino, calciatore italiano († 1961)
- 1920 - Giovanni Greselin, calciatore italiano († 1991)
- 1920 - Elaine Morgan, scrittrice e divulgatrice scientifica britannica († 2013)
- 1920 - Saverio Papandrea, partigiano italiano († 1943)
- 1920 - Riccardo Pieri, arbitro di calcio italiano († 1965)
- 1920 - Marion van Binsbergen, psicoanalista olandese († 2016)
- 1920 - Gino Simionato, criminale di guerra italiano († 2004)
- 1920 - Ed Steitz, cestista, allenatore di pallacanestro e dirigente sportivo statunitense († 1990)
- 1920 - Joan Baptista Torelló, presbitero, teologo e psichiatra spagnolo († 2011)
- 1921 - Driss Debbagh, ambasciatore marocchino († 1986)
- 1921 - Angelo Franzosi, allenatore di calcio e calciatore italiano († 2010)
- 1921 - Dino Perego, pedagogista italiano († 1984)
- 1921 - Lello Scorzelli, scultore italiano († 1997)
- 1922 - Giuseppe Failla, militare e partigiano italiano († 1944)
- 1922 - Dino Gavina, imprenditore, designer e editore italiano († 2007)
- 1922 - Al Hirt, trombettista e direttore d'orchestra statunitense († 1999)
- 1922 - Angelo Ippolito, pittore statunitense († 2001)
- 1922 - Antonino Maccarrone, politico italiano († 1972)
- 1922 - Louis Stettner, fotografo statunitense († 2016)
- 1923 - Gianni Polidori, scenografo, costumista e pittore italiano († 1992)
- 1923 - Sergio Toja, partigiano italiano († 1944)
- 1924 - Luigi D'Amato, giornalista e politico italiano († 1993)
- 1924 - Kim Ji-sung, calciatore sudcoreano († 1982)
- 1924 - Gino Latilla, cantante italiano († 2011)
- 1924 - Carlo Simi, architetto, scenografo e costumista italiano († 2000)
- 1925 - Kurt Clemens, calciatore tedesco († 2021)
- 1925 - Salah El-Sha'rawi, pallanuotista egiziano († 2008)
- 1925 - Gloria LeRoy, attrice statunitense († 2018)
- 1925 - Julian Sitkoveckij, violinista sovietico († 1958)
- 1925 - Bill Vanders, attore tedesco († 2007)
- 1925 - William Wharton, scrittore e pittore statunitense († 2008)
- 1926 - Graeme Allwright, cantante, musicista e attore teatrale neozelandese († 2020)
- 1926 - Melissa Stribling, attrice britannica († 1992)
- 1926 - Joan Sutherland, soprano australiano († 2010)
- 1927 - Vladimir Borisovič Berenštejn, regista sovietico († 1993)
- 1927 - Mario Ochoa, calciatore messicano
- 1927 - Lev Rešetnikov, cestista sovietico († 1994)
- 1927 - Hiroshi Yamauchi, imprenditore giapponese († 2013)
- 1928 - Herbert Flam, tennista statunitense († 1980)
- 1928 - Mariano Mercuri, scenografo italiano († 2019)
- 1928 - Giorgio Rebuffi, disegnatore e fumettista italiano († 2014)
- 1928 - Piero Slongo, pittore italiano († 2015)
- 1929 - Benny Andersen, cantautore e pianista danese († 2018)
- 1929 - Stefano De Stefani, regista televisivo italiano
- 1929 - Peter Evans, musicologo britannico († 2018)
- 1929 - Eric Kandel, neurologo, psichiatra e neuroscienziato austriaco
- 1929 - Ruggero Mastroianni, montatore italiano († 1996)
- 1929 - Jesús de Polanco, imprenditore spagnolo († 2007)
- 1930 - Greg Bell, lunghista statunitense († 2025)
- 1930 - Franco Morgan, doppiatore italiano († 2010)
- 1930 - Barry Newman, attore statunitense († 2023)
- 1930 - Pietro Rossi, filosofo italiano († 2023)
- 1931 - Aldemar, calciatore brasiliano († 1977)
- 1931 - Romano Grassi, ex calciatore italiano
- 1932 - Alfio Fontana, calciatore italiano († 2005)
- 1932 - Tuanku Bainun, sovrana malese
- 1932 - Pietro Zanfagnini, politico e avvocato italiano († 2016)
- 1933 - Patricia Brooks, soprano statunitense († 1999)
- 1933 - Ernesto Gómez Cruz, attore messicano († 2024)
- 1933 - Jackie Joseph, attrice statunitense
- 1933 - Abdallah Laroui, storico e orientalista marocchino
- 1933 - Günther Maritschnigg, lottatore tedesco († 2013)
- 1934 - Sadiq Jalal Al-Azm, filosofo siriano († 2016)
- 1934 - Guglielmo Costantini, calciatore e allenatore di calcio italiano († 2016)
- 1934 - Adrien Duvillard, sciatore alpino francese († 2017)
- 1934 - Mel Hopkins, calciatore gallese († 2010)
- 1934 - Michel Motti, fumettista e illustratore francese († 2009)
- 1935 - Judy Parfitt, attrice britannica
- 1935 - Franco Rossellini, regista, attore e produttore cinematografico italiano († 1992)
- 1936 - Al Attles, cestista, allenatore di pallacanestro e dirigente sportivo statunitense († 2024)
- 1936 - Guido Carlesi, ciclista su strada italiano († 2024)
- 1936 - Gwyneth Jones, soprano gallese
- 1936 - Roger Joseph Vangheluwe, vescovo cattolico belga
- 1936 - Zheng Zhenyao, attrice cinese († 2023)
- 1937 - Alberto Maria Careggio, vescovo cattolico italiano
- 1937 - Gianni Cerioni, politico italiano († 2015)
- 1937 - Pranab Kumar Sen, statistico indiano († 2023)
- 1937 - Georges Tresallet, ex slittinista francese
- 1937 - Riccardo Triglia, politico italiano († 2016)
- 1937 - Wayne Yates, cestista e allenatore di pallacanestro statunitense († 2022)
- 1938 - Sigitas Tamkevičius, cardinale e arcivescovo cattolico lituano
- 1939 - Renata Colorni, traduttrice italiana
- 1939 - Martin Davidson, regista e sceneggiatore statunitense
- 1939 - José Ferreira Pinto, ex calciatore portoghese
- 1939 - Barbara Liskov, informatica statunitense
- 1940 - Giovanni Maria Flick, giurista e politico italiano
- 1940 - Giuliano Giustini, direttore della fotografia italiano
- 1940 - Dakin Matthews, attore statunitense
- 1940 - Klaas Nuninga, ex calciatore olandese
- 1940 - Antonio Skármeta, scrittore, traduttore e diplomatico cileno († 2024)
- 1941 - James Gregory, scrittore sudafricano († 2003)
- 1941 - Eldar Hansen, dirigente sportivo e ex calciatore norvegese
- 1941 - Thomas L. Schumacher, architetto statunitense († 2009)
- 1941 - Angelo Scola, cardinale, arcivescovo cattolico e teologo italiano
- 1941 - Carlo Senaldi, politico italiano († 2025)
- 1941 - Gary Windo, sassofonista, clarinettista e compositore britannico († 1992)
- 1942 - Armando Ceste, regista italiano († 2009)
- 1942 - Costantino Dell'Osso, dirigente d'azienda e politico italiano
- 1942 - Tony Jackson, cestista statunitense († 2005)
- 1942 - Jim Johnson, hockeista su ghiaccio canadese († 2021)
- 1942 - Ignacio Martín-Baró, gesuita, psicologo e insegnante spagnolo († 1989)
- 1942 - Paola Pascolini, sceneggiatrice italiana
- 1942 - Miguel Rellán, attore spagnolo
- 1942 - Johnny Rivers, cantautore, chitarrista e produttore discografico statunitense
- 1942 - Jean Shrimpton, supermodella e attrice britannica
- 1942 - André Vingt-Trois, cardinale e arcivescovo cattolico francese († 2025)
- 1943 - Michael Byrne, attore britannico
- 1943 - Silvia Cartwright, giurista e politica neozelandese
- 1943 - Dikke Eger, ex sciatrice alpina norvegese
- 1943 - Ken Foggo, ex calciatore scozzese
- 1943 - Stephen Greenblatt, critico letterario, scrittore e storico statunitense
- 1943 - Boris Vsevolodovič Gromov, generale e politico russo
- 1943 - Vladimír Hagara, calciatore cecoslovacco († 2015)
- 1943 - Kang Bong-chil, ex calciatore nordcoreano
- 1943 - Khalifa Belqasim Haftar, generale e politico libico
- 1943 - John Lennox, matematico e scrittore nordirlandese
- 1943 - Joni Mitchell, cantautrice e pittrice canadese
- 1943 - Michael Spence, economista statunitense
- 1943 - Shoichi Takagi, goista giapponese
- 1943 - Mario Tomy, ex calciatore italiano
- 1944 - Dwight Carruthers, ex hockeista su ghiaccio canadese
- 1944 - Sidio Corradi, ex calciatore e allenatore di calcio italiano
- 1944 - Ottaviano Del Turco, politico e sindacalista italiano († 2024)
- 1944 - Harry Hestad, allenatore di calcio e ex calciatore norvegese
- 1944 - James Oberg, ingegnere, giornalista e scrittore statunitense
- 1944 - Giambattista Pastorello, imprenditore e dirigente sportivo italiano
- 1944 - John Pickering, allenatore di calcio e calciatore inglese († 2001)
- 1944 - Gigi Riva, calciatore e dirigente sportivo italiano († 2024)
- 1944 - Rubin Russell, ex cestista statunitense
- 1944 - Garn Stephens, attrice e sceneggiatrice statunitense († 2023)
- 1944 - Bob Windle, ex nuotatore australiano
- 1945 - Beverly Adams, attrice canadese
- 1945 - Alfredo De Poi, politico italiano († 2010)
- 1945 - Kwasi Owusu, calciatore ghanese († 2020)
- 1946 - John Aylward, attore statunitense († 2022)
- 1946 - Daniela Giordano, attrice e modella italiana († 2022)
- 1946 - Dino Scantamburlo, politico italiano
- 1947 - Claudio Cangiotti, scacchista italiano († 2012)
- 1947 - Gianpiero De Toni, politico italiano
- 1947 - Sondhi Limthongkul, politico, imprenditore e attivista thailandese
- 1947 - Sue Mappin, ex tennista britannica
- 1947 - Maurizio Marchesi, giornalista italiano († 2010)
- 1947 - Al Matthews, giocatore di football americano statunitense († 2025)
- 1947 - Holmes Osborne, attore statunitense
- 1947 - Ruhakana Rugunda, politico ugandese
- 1947 - Usha Uthup, cantante indiana
- 1948 - Garrett M. Brown, attore statunitense
- 1948 - Georges Eo, allenatore di calcio e ex calciatore francese
- 1948 - Ivan Jarygin, lottatore sovietico († 1997)
- 1948 - Dante Liano, scrittore e critico letterario guatemalteco
- 1948 - Gerry Lopez, surfista e attore statunitense
- 1948 - Alex-Dias Ribeiro, ex pilota automobilistico brasiliano
- 1949 - Aishwarya Rajya Lakshmi Devi, regina nepalese († 2001)
- 1949 - Guillaume Faye, giornalista e scrittore francese († 2019)
- 1949 - Riccardo Sesani, regista e sceneggiatore italiano
- 1949 - Steven Stucky, compositore statunitense († 2016)
- 1949 - Judy Tenuta, attrice, comica e musicista statunitense († 2022)
- 1950 - Vladislav Bogićević, ex calciatore, allenatore di calcio e imprenditore jugoslavo
- 1950 - Lindsay Duncan, attrice britannica
- 1950 - Thenjiwe Mtintso, politica sudafricana
- 1950 - Giannantonio Sperotto, ex calciatore italiano
- 1950 - Loris Vellar, ex pattinatore di velocità su ghiaccio italiano
- 1951 - Rick Allen, politico statunitense
- 1951 - Antonio Bonaldi, ex calciatore italiano
- 1951 - Barbara Czekalla, ex pallavolista tedesca
- 1951 - Giuseppe De Rosa, attore italiano
- 1951 - Anne Grethe Jensen, cavallerizza danese
- 1951 - Lawrence O'Donnell, giornalista, conduttore televisivo e autore televisivo statunitense
- 1951 - Jim O'Brien, ex cestista statunitense
- 1951 - Sorin Oprescu, politico rumeno
- 1951 - Stefan Sofijanski, politico bulgaro
- 1951 - Fernando Tirapu, calciatore spagnolo († 2018)
- 1952 - Geraldo Alckmin, politico brasiliano
- 1952 - Franco Bonanini, politico italiano
- 1952 - David Petraeus, generale e ex agente segreto statunitense
- 1952 - John Alan Schwartz, regista cinematografico e sceneggiatore statunitense († 2019)
- 1952 - Modibo Sidibé, politico maliano
- 1952 - Don Testerman, giocatore di football americano statunitense († 2018)
- 1952 - Luis Ernesto Torres, ex calciatore paraguaiano
- 1952 - Valerij Zujev, allenatore di calcio e calciatore sovietico († 2016)
- 1953 - Franco Bernini, ex rugbista a 15 e allenatore di rugby a 15 italiano
- 1953 - David Carter, giocatore di football americano statunitense († 2021)
- 1953 - Naira Melkumyan, politica karabakho
- 1953 - Aleksandr Roman'kov, ex schermidore sovietico
- 1954 - Carlos Arregui, calciatore argentino († 2023)
- 1954 - Unknown Hinson, cantante e doppiatore statunitense
- 1954 - Robin Beck, cantante statunitense
- 1954 - Maria Grapini, politica, ingegnere e imprenditrice rumena
- 1954 - Kamal Haasan, attore, sceneggiatore e regista indiano
- 1954 - Gil Junger, regista e produttore televisivo statunitense
- 1954 - Guy Gavriel Kay, scrittore canadese
- 1954 - Jean-Christophe Lagleize, vescovo cattolico francese
- 1954 - Ilan Pappé, storico israeliano
- 1954 - Ines Pellegrini, attrice italiana
- 1954 - Claudio Plit, ex nuotatore argentino
- 1954 - Vladimír Ptáček, cestista cecoslovacco († 2019)
- 1954 - Mariano Scartezzini, ex siepista italiano
- 1955 - Samir Bannout, ex culturista libanese
- 1955 - James Bradley, cestista statunitense († 2023)
- 1955 - Kurt Richard Burnette, vescovo cattolico statunitense
- 1955 - Giuseppe Di Lavore, italiano († 1982)
- 1955 - Norbert Eder, allenatore di calcio e calciatore tedesco († 2019)
- 1955 - Eugenio Filograna, imprenditore, dirigente d'azienda e politico italiano
- 1955 - Ralph Johnson, informatico statunitense
- 1955 - Joan Planellas i Barnosell, arcivescovo cattolico spagnolo
- 1955 - Paul Romer, economista e imprenditore statunitense
- 1955 - Carmelo Zappulla, cantante e attore italiano
- 1956 - Massimo Ferrario, manager, politico e dirigente pubblico italiano
- 1956 - Iro Haarla, pianista, arpista e compositrice finlandese
- 1956 - Gordie McLeod, ex cestista e allenatore di pallacanestro australiano
- 1956 - Jonathan Palmer, ex pilota automobilistico britannico
- 1956 - Elvis Peacock, ex giocatore di football americano statunitense
- 1957 - Momir Bakrač, ex calciatore jugoslavo
- 1957 - John Benitez, musicista, produttore discografico e disc jockey statunitense
- 1957 - King Kong Bundy, wrestler statunitense († 2019)
- 1957 - Rudy Chapa, ex maratoneta e ex mezzofondista statunitense
- 1957 - Massimo Ciavarro, attore e produttore cinematografico italiano
- 1957 - Skeeter Jackson, ex cestista statunitense
- 1957 - Christopher Knight, attore statunitense
- 1957 - Kathy McMillan, ex lunghista statunitense
- 1957 - Gianni Parisi, attore italiano
- 1957 - Tony Schiavone, annunciatore televisivo statunitense
- 1957 - Pavel Syrčin, sollevatore sovietico († 2020)
- 1958 - Andy Biggs, politico statunitense
- 1958 - Claudio Dalla Zuanna, arcivescovo cattolico e missionario italiano
- 1958 - Derk Jan Eppink, politico e giornalista belga
- 1958 - Giorgio Figus, fumettista italiano
- 1958 - Dmitrij Nikolaevič Kozak, politico russo
- 1958 - Jens Egil Vikanes, calciatore norvegese († 2017)
- 1958 - Ō Rissei, goista giapponese
- 1959 - Val Ackerman, ex cestista e dirigente sportiva statunitense
- 1959 - John Christopher Patrick Anderson, ex calciatore irlandese
- 1959 - Mihail Formuzal, politico moldavo
- 1959 - Henrik Ruben Genz, regista e sceneggiatore danese
- 1959 - Mīnas Gkekos, ex cestista e allenatore di pallacanestro greco
- 1959 - Alexandre Guimarães, allenatore di calcio e ex calciatore brasiliano
- 1959 - Lee Chung-hui, ex cestista e allenatore di pallacanestro sudcoreano
- 1959 - Keith Lockhart, direttore d'orchestra e pianista statunitense
- 1959 - Modesto Pérez Moreno, ex calciatore spagnolo
- 1959 - Brook Steppe, ex cestista e allenatore di pallacanestro statunitense
- 1960 - Cristina Donadio, attrice italiana
- 1960 - Linda Nagata, scrittrice statunitense
- 1960 - Alexander King Sample, arcivescovo cattolico statunitense
- 1960 - Tommy Thayer, chitarrista statunitense
- 1961 - Sjarhej Alejnikaŭ, ex calciatore e allenatore di calcio sovietico
- 1961 - Igor' Glek, scacchista russo
- 1961 - Mark Hateley, ex calciatore e allenatore di calcio inglese
- 1961 - Kim Seok-won, ex calciatore sudcoreano
- 1961 - Marco Manchisi, attore e drammaturgo italiano
- 1961 - Minčo Pašov, sollevatore bulgaro († 2019)
- 1961 - Desiderio Quercetani, liutaio italiano
- 1961 - Torsten Spittler, allenatore di calcio tedesco
- 1961 - Günter Thiele, ex calciatore tedesco
- 1962 - Bill Allen, attore statunitense
- 1962 - Giovanni Caprara, allenatore di pallavolo italiano
- 1962 - Ricardo Ernesto Centellas Guzmán, arcivescovo cattolico boliviano
- 1962 - Malcolm Danare, attore statunitense
- 1962 - Sérgio Guedes, allenatore di calcio e ex calciatore brasiliano
- 1962 - Bettina Hoy, cavallerizza tedesca
- 1962 - Ken Johnson, ex cestista statunitense
- 1962 - Lee Kyung-keun, ex judoka sudcoreano
- 1962 - Darron McDonough, allenatore di calcio e ex calciatore inglese
- 1962 - Dirk Shafer, modello e attore statunitense († 2015)
- 1962 - Zoran Đorđević, regista cinematografico, produttore cinematografico e sceneggiatore serbo
- 1963 - John Charles Barnes, ex calciatore e allenatore di calcio inglese
- 1963 - Walter Bianchi, ex calciatore italiano
- 1963 - Giuliano Brugnotto, vescovo cattolico italiano
- 1963 - Guido Cavalleri, doppiatore, autore televisivo e conduttore televisivo italiano
- 1963 - Greg Dreiling, ex cestista statunitense
- 1963 - Franck Dubosc, attore, comico e regista francese
- 1963 - Cinzia Maria Fontana, politica e sindacalista italiana
- 1963 - Sam Graves, politico statunitense
- 1963 - Robin Lee Bruce, cantautrice statunitense
- 1963 - Todd McKee, attore statunitense
- 1963 - Massimo Palermo, linguista e grammatico italiano
- 1964 - Luca Attanasio, giornalista e scrittore italiano
- 1964 - Terry Coner, ex cestista e allenatore di pallacanestro statunitense
- 1964 - Peter Flinth, regista danese
- 1964 - Michele La Ginestra, attore, commediografo e regista teatrale italiano
- 1964 - Adele Marsiletti, ex calciatrice italiana
- 1964 - Michael Papajohn, attore e stuntman statunitense
- 1964 - Corrado Sanguineti, vescovo cattolico italiano
- 1964 - Bonnie St. John, ex sciatrice alpina statunitense
- 1964 - Dana Plato, attrice statunitense († 1999)
- 1964 - Maura Tomasi, politica italiana
- 1964 - Shannon Whirry, attrice statunitense
- 1964 - Fred Wolf, sceneggiatore e regista statunitense
- 1965 - Sérgio Benatti, ex giocatore di calcio a 5 e allenatore di calcio a 5 brasiliano
- 1965 - Mike Henry, doppiatore, scrittore e produttore cinematografico statunitense
- 1965 - Tomasz Merta, politico e storico polacco († 2010)
- 1965 - Steve Parkin, allenatore di calcio e ex calciatore inglese
- 1965 - Thibault Verny, arcivescovo cattolico francese
- 1965 - Sigrun Wodars, ex mezzofondista tedesca
- 1965 - Joseph Đỗ Quang Khang, vescovo cattolico vietnamita
- 1966 - Marco Baldi, ex cestista e dirigente sportivo italiano
- 1966 - Roberto Cappellacci, allenatore di calcio e ex calciatore italiano
- 1966 - Piotr Czachowski, ex calciatore polacco
- 1966 - Jonathan Kaplan, ex arbitro di rugby a 15 sudafricano
- 1966 - Aaron Korsh, produttore televisivo e scrittore statunitense
- 1966 - Susie Lee, politica statunitense
- 1967 - Álvaro Araújo, politico colombiano
- 1967 - Careena Collins, ex attrice pornografica e regista statunitense
- 1967 - Riccardo Crosa, fumettista, disegnatore e illustratore italiano
- 1967 - Jürgen Degen, ex calciatore tedesco
- 1967 - Steve DiGiorgio, bassista statunitense
- 1967 - Heinz Fuchsbichler, allenatore di calcio, dirigente sportivo e ex calciatore austriaco
- 1967 - David Guetta, disc jockey, musicista e produttore discografico francese
- 1967 - Marc Hottiger, ex calciatore svizzero
- 1967 - Per-Ola Ljung, allenatore di calcio e ex calciatore svedese
- 1967 - John Michael McDonagh, regista e sceneggiatore irlandese
- 1967 - Peter Prosper, ex calciatore trinidadiano
- 1967 - Mariana Pérez Roldán, ex tennista argentina
- 1967 - Sharleen Spiteri, cantante e attrice scozzese
- 1968 - Antonella Bellutti, ex pistard, ciclista su strada e bobbista italiana
- 1968 - Mark Carter, ex rugbista a 13 e ex rugbista a 15 neozelandese
- 1968 - Alessandro Cesaretti, ex calciatore italiano
- 1968 - Donatella Dal Bianco, ex velocista italiana
- 1968 - Sabrina Gandolfi, conduttrice televisiva e giornalista italiana
- 1968 - Thorsten Legat, allenatore di calcio e ex calciatore tedesco
- 1968 - Carlos Conceição Lopes, ex atleta paralimpico portoghese
- 1968 - Mohammed Abdel Moteleb, ex cestista egiziano
- 1968 - Ignacio Padilla, scrittore, saggista e diplomatico messicano († 2016)
- 1968 - Michel Pavon, allenatore di calcio e ex calciatore francese
- 1968 - Mohamed el-Shakeri, ex cestista egiziano
- 1968 - Greg Tribbett, chitarrista statunitense
- 1968 - Oleh Tjahnybok, politico ucraino
- 1969 - Michelle Clunie, attrice statunitense
- 1969 - Nandita Das, attrice indiana
- 1969 - Hélène Grimaud, pianista e scrittrice francese
- 1969 - Jess Hill, attore, sceneggiatore e produttore cinematografico statunitense
- 1969 - Stefano Rossi Crespi, cantautore italiano
- 1969 - Hugo Rubini, ex calciatore argentino
- 1969 - Lisa Su, dirigente d'azienda e ingegnere elettrico taiwanese
- 1970 - Pavel Bečka, ex cestista ceco
- 1970 - Francesco Coppola, ex giocatore di calcio a 5 italiano
- 1970 - Gints Gilis, ex calciatore e ex giocatore di calcio a 5 lettone
- 1970 - Kazumasa Kawano, ex calciatore giapponese
- 1970 - Josef Obajdin, ex calciatore ceco
- 1970 - Trine Rein, cantante statunitense
- 1970 - Marc Rosset, ex tennista svizzero
- 1970 - Morgan Spurlock, regista, sceneggiatore e produttore televisivo statunitense († 2024)
- 1970 - Michele Tardioli, allenatore di calcio e ex calciatore italiano
- 1970 - Robert Williamson III, giocatore di poker statunitense
- 1971 - Zak Brown, imprenditore, ex pilota automobilistico e dirigente sportivo statunitense
- 1971 - Khady Diop, ex cestista senegalese
- 1971 - Robin Finck, chitarrista statunitense
- 1971 - Kâzım Koyuncu, musicista, cantautore e attivista turco († 2005)
- 1971 - Luca Lomi, allenatore di calcio e ex calciatore italiano
- 1971 - Melinda Schneider, cantautrice australiana
- 1971 - Vincenzo Spagnolo, giornalista e scrittore italiano
- 1972 - Christopher Daniel Barnes, attore e doppiatore statunitense
- 1972 - David Bellini, sceneggiatore, regista e autore televisivo italiano († 2016)
- 1972 - James Bobin, regista, sceneggiatore e produttore televisivo britannico
- 1972 - Donna Fraser, ex velocista britannica
- 1972 - Marco Garcés, ex calciatore messicano
- 1972 - Danny Grewcock, ex rugbista a 15 britannico
- 1972 - Franck Guérin, regista e sceneggiatore francese
- 1972 - Jason London, attore statunitense
- 1972 - Jeremy London, attore statunitense
- 1972 - Gianluca Piersanti, musicista, compositore e editore musicale italiano
- 1972 - Hasim Rahman, ex pugile statunitense
- 1972 - David Shumbris, attore e stuntman statunitense
- 1972 - Miriana Trevisan, showgirl italiana
- 1972 - Ben Wheatley, regista, montatore e sceneggiatore britannico
- 1973 - Kellon Baptiste, calciatore grenadino († 2012)
- 1973 - Arnaud Boiteau, cavaliere francese
- 1973 - Catê, calciatore brasiliano († 2011)
- 1973 - Cédric Fleureton, triatleta francese
- 1973 - Christian Ginepro, attore, scrittore e regista italiano
- 1973 - Dan Houser, autore di videogiochi britannico
- 1973 - Yunjin Kim, attrice sudcoreana
- 1973 - Martín Palermo, allenatore di calcio e ex calciatore argentino
- 1973 - Kiran Rao, produttrice cinematografica, regista e sceneggiatrice indiana
- 1973 - Massimiliano Zoggia, designer italiano
- 1974 - Cristiana Astori, scrittrice italiana
- 1974 - Gustavo Díaz, allenatore di calcio e ex calciatore uruguaiano
- 1974 - Juan Fernández Miranda, ex rugbista a 15 e allenatore di rugby a 15 argentino
- 1974 - Roberto Paolo Ferrari, politico italiano
- 1974 - Brigitte Foster-Hylton, ex ostacolista giamaicana
- 1974 - Christian Gómez, ex calciatore argentino
- 1974 - Andrea Loberto, allenatore di calcio italiano
- 1974 - Henry Mendez, cantante dominicano
- 1974 - Florencia Peña, attrice argentina
- 1974 - Carl Steven, attore statunitense († 2011)
- 1974 - Denis Zubko, allenatore di calcio e ex calciatore russo
- 1975 - Marzouq Al-Otaibi, ex calciatore saudita
- 1975 - Tsuki Amano, cantautrice e disegnatrice giapponese
- 1975 - Diana Amft, attrice tedesca
- 1975 - Morgan Luttrell, politico statunitense
- 1975 - Raphaël, cantante francese
- 1975 - Rodrigo Stalteri, ex calciatore argentino
- 1976 - Rob Caggiano, chitarrista statunitense
- 1976 - Chang Hao, goista cinese
- 1976 - Alberto Entrerríos, ex pallamanista e allenatore di pallamano spagnolo
- 1976 - Mariusz Kukiełka, ex calciatore polacco
- 1976 - Calvin Li, attore cinese
- 1976 - Gabriele Mainetti, regista, sceneggiatore e compositore italiano
- 1976 - One Be Lo, rapper statunitense
- 1976 - Ángelos Pavlakákis, ex velocista greco
- 1976 - Mark Philippoussis, allenatore di tennis e ex tennista australiano
- 1976 - Jimmy Samuelsson, ex lottatore svedese
- 1976 - Paola Tagliabue, apneista italiana
- 1977 - Paul Buchheit, ingegnere e imprenditore statunitense
- 1977 - Yann Demange, regista francese
- 1977 - Stefano Fonzi, compositore, arrangiatore e direttore d'orchestra italiano
- 1977 - Jukka Hakala, ex calciatore finlandese
- 1977 - Hu Binyuan, tiratore a volo cinese
- 1977 - Andres Oper, ex calciatore estone
- 1977 - María Antonia Sánchez Lorenzo, ex tennista spagnola
- 1977 - Anthony Thomas, ex giocatore di football americano statunitense
- 1977 - Ville Vahalahti, ex hockeista su ghiaccio finlandese
- 1977 - Gabriel Wajoka, ex calciatore francese
- 1978 - Mohamed Aboutreika, ex calciatore egiziano
- 1978 - Elisabeth Bachman, ex pallavolista statunitense
- 1978 - Silvio Baier, fisico, scacchista e compositore di scacchi tedesco
- 1978 - Alberto Bona, attore e regista italiano
- 1978 - Choi Hyun, ex calciatore sudcoreano
- 1978 - Dejdamrong Sor Amnuaysirichoke, lottatore thailandese
- 1978 - Maceo Plex, disc jockey e produttore discografico statunitense
- 1978 - Rio Ferdinand, ex calciatore inglese
- 1978 - Marcello Fonte, attore italiano
- 1978 - Mariafrancesca Garritano, ballerina italiana
- 1978 - Julia Krahn, artista tedesca
- 1978 - Daniela Luchessi, ex cestista argentina
- 1978 - Tomoya Nagase, attore e cantante giapponese
- 1978 - Enrico Palmosi, pianista, arrangiatore e produttore discografico italiano
- 1978 - Mark Read, pianista e batterista britannico
- 1978 - Barry Robson, ex calciatore scozzese
- 1978 - Jan Vennegoor of Hesselink, dirigente sportivo e ex calciatore olandese
- 1978 - Wu Yanyan, ex nuotatrice cinese
- 1979 - Mike Commodore, ex hockeista su ghiaccio canadese
- 1979 - Danny Fonseca, ex calciatore costaricano
- 1979 - Georgi Gogshelidze, lottatore georgiano
- 1979 - Mark Jones, rugbista a 15 e allenatore di rugby britannico
- 1979 - Amy Purdy, snowboarder statunitense
- 1979 - Joey Ryan, ex wrestler statunitense
- 1979 - Irina Seljutina, tennista kazaka
- 1979 - Otep Shamaya, cantante e compositrice statunitense
- 1979 - Verena Zimmermann-Bonato, attrice tedesca
- 1980 - Sergio Bernardo Almirón, dirigente sportivo e ex calciatore argentino
- 1980 - Shannon Bahrke, ex sciatrice freestyle statunitense
- 1980 - Silvia Berger, ex sciatrice alpina austriaca
- 1980 - Adam Campbell, attore britannico
- 1980 - Vladimir Cebotari, giurista e politico moldavo
- 1980 - Caitlin Compton, fondista statunitense
- 1980 - Gervasio Deferr, ginnasta spagnolo
- 1980 - Laryea Kingston, ex calciatore ghanese
- 1980 - Li Xuejiu, ex sollevatrice cinese
- 1980 - Sam Chui, fotografo cinese
- 1980 - Chaïne Staelens, ex pallavolista olandese
- 1980 - Gabriel Wajoka, calciatore francese
- 1980 - Kim Willoughby, pallavolista statunitense
- 1980 - Helena Zeťová, cantante ceca († 2024)
- 1981 - Davy De Beule, ex calciatore belga
- 1981 - Xavier Kapfer, pallavolista francese
- 1981 - Nana Katase, attrice e modella giapponese
- 1981 - Saša Ranić, ex calciatore sloveno
- 1981 - Abdón Reyes Cardozo, allenatore di calcio e ex calciatore boliviano
- 1981 - Nicola Rodigari, ex pattinatore di short track italiano
- 1981 - Anushka Shetty, attrice, modella e ballerina indiana
- 1981 - Lily Thai, ex attrice pornografica statunitense
- 1981 - Kathy Wambe, ex cestista belga
- 1982 - Alessandro Frara, dirigente sportivo e ex calciatore italiano
- 1982 - Gaetano Grieco, ex calciatore italiano
- 1982 - Kelly Joyce, cantante francese
- 1982 - Admir Kršić, ex calciatore sloveno
- 1982 - Pascal Leclaire, ex hockeista su ghiaccio canadese
- 1982 - Rick Malambri, attore, ballerino e modello statunitense
- 1982 - Fabrizio Pasqua, dirigente sportivo e ex arbitro di calcio italiano
- 1982 - Aurélie Santon, ex sciatrice alpina francese
- 1982 - Ladi6, cantautrice e rapper neozelandese
- 1982 - Zhang Yueran, scrittrice cinese
- 1983 - Adam DeVine, attore e comico statunitense
- 1983 - Ibson, ex calciatore brasiliano
- 1983 - Gianluca Mirenda, ex ciclista su strada italiano
- 1983 - Jeris Pendleton, giocatore di football americano statunitense
- 1983 - Eduardo Rubio, ex calciatore cileno
- 1983 - Patrick Thoresen, hockeista su ghiaccio norvegese
- 1984 - Mihkel Aksalu, ex calciatore estone
- 1984 - Jonathan Bornstein, ex calciatore statunitense
- 1984 - Takahito Chiba, ex calciatore giapponese
- 1984 - Giulia, cantante rumena
- 1984 - Serey Dié, ex calciatore ivoriano
- 1984 - Dulee Johnson, ex calciatore liberiano
- 1984 - La Lana, cantante croata
- 1984 - Eirik Lamøy, ex calciatore norvegese
- 1984 - Jorge Matamoros, ex giocatore di calcio a 5 spagnolo
- 1984 - Gervais Randrianarisoa, calciatore malgascio
- 1984 - Ram Singh Yadav, ex maratoneta indiano
- 1984 - Amelia Vega, modella dominicana
- 1984 - Kateřina Zohnová, cestista ceca
- 1985 - Mark Bridge, calciatore australiano
- 1985 - Tom Croft, ex rugbista a 15 britannico
- 1985 - Luca Gandini, ex cestista e dirigente sportivo italiano
- 1985 - Darnell Jackson, ex cestista e allenatore di pallacanestro statunitense
- 1985 - Lucas Neff, attore statunitense
- 1985 - Pavol Penksa, ex calciatore slovacco
- 1985 - Chaz Schilens, giocatore di football americano statunitense
- 1986 - Arnaldo Abrantes, ex velocista portoghese
- 1986 - Jill Böttcher, doppiatrice e attrice tedesca
- 1986 - Jérémy Cadot, schermidore francese
- 1986 - Dmytro Čyhryns'kyj, ex calciatore ucraino
- 1986 - Dimas, giocatore di calcio a 5 brasiliano
- 1986 - James Ferraro, musicista statunitense
- 1986 - Elisabeth Högberg, biatleta svedese
- 1986 - Andy Hull, cantante, chitarrista e compositore statunitense
- 1986 - Adriana Martín, calciatrice spagnola
- 1986 - Joelle Murray, calciatrice scozzese
- 1986 - San Narith, calciatore cambogiano
- 1986 - Julija Paratova, ex sollevatrice ucraina
- 1986 - Jérôme Polenz, ex calciatore tedesco
- 1986 - Raphael, cantante, chitarrista e compositore italiano
- 1986 - Romero Regales, calciatore olandese
- 1986 - Andrea Rossi, ex calciatore italiano
- 1986 - Toro y Moi, musicista e produttore discografico statunitense
- 1986 - Luisa Wietzorek, attrice, doppiatrice e conduttrice radiofonica tedesca
- 1987 - Cathy Bou Ndjouh, calciatrice camerunese
- 1987 - Reba Buhr, doppiatrice statunitense
- 1987 - Veronica Calabrese, taekwondoka italiana
- 1987 - Pablo Martínez, attore e cantante argentino
- 1987 - Keegan Pereira, calciatore indiano
- 1987 - Halyna Pundyk, schermitrice ucraina
- 1987 - Caleb Schlauderaff, ex giocatore di football americano statunitense
- 1987 - Rachele Brooke Smith, attrice, ballerina e youtuber statunitense
- 1987 - Danny Torres, calciatore salvadoregno
- 1987 - Lolo Urbano, giocatore di calcio a 5 spagnolo
- 1987 - Tatsuya Yamashita, calciatore giapponese
- 1987 - Yi Li, ex cestista cinese
- 1988 - Lăčezar Baltanov, ex calciatore bulgaro
- 1988 - Emre Zafer Barnes, velocista giamaicano
- 1988 - Jonathan Bernardo, calciatore brasiliano
- 1988 - Aleksandr Dolhopolov, ex tennista ucraino
- 1988 - Oleksij Dytjat'jev, calciatore ucraino
- 1988 - Simone Favaro, ex rugbista a 15 italiano
- 1988 - Elsa Hosk, supermodella svedese
- 1988 - Gani Lawal, cestista statunitense
- 1988 - Anthony Lippini, ex calciatore francese
- 1988 - Georg Margreitter, ex calciatore austriaco
- 1988 - Yūki Mutō, calciatore giapponese
- 1988 - Jamal Rashid, calciatore bahreinita
- 1988 - Cory Riecks, allenatore di pallavolo e ex pallavolista statunitense
- 1988 - Thomas Schneider, velocista tedesco
- 1988 - Austin Smith, ex hockeista su ghiaccio canadese
- 1988 - Tinie Tempah, rapper e produttore discografico britannico
- 1988 - Tafuna Toilolo, calciatore samoano americano
- 1988 - João Victor, calciatore brasiliano
- 1988 - Tina Šutej, astista slovena
- 1989 - Renán Addles, calciatore panamense
- 1989 - Mame-Ibra Anne, velocista francese
- 1989 - Džiugas Bartkus, calciatore lituano
- 1989 - Aleksandr Bogomoev, lottatore russo
- 1989 - Denise Capezza, attrice italiana
- 1989 - Yukiko Ebata, ex pallavolista giapponese
- 1989 - Antonio García Aranda, ex calciatore spagnolo
- 1989 - Hillary Hurley, pallavolista statunitense
- 1989 - Job Kienhuis, nuotatore olandese
- 1989 - Alessandro Ligi, calciatore italiano
- 1989 - Charlie Saxton, attore statunitense
- 1989 - Nadežda Tolokonnikova, attivista, cantante e modella russa
- 1989 - Juha Tuomi, ex calciatore finlandese
- 1990 - Courtney Marie Andrews, cantautrice statunitense
- 1990 - Daniel Ayala, calciatore spagnolo
- 1990 - Matt Corby, cantante australiano
- 1990 - Stella Cox, attrice pornografica italiana
- 1990 - Reid Ewing, attore statunitense
- 1990 - András Gosztonyi, calciatore ungherese
- 1990 - Jang Yoon-ju, modella e conduttrice televisiva sudcoreana
- 1990 - Rašid Mahalbašić, cestista sloveno
- 1990 - Jermaine Marshall, cestista statunitense († 2019)
- 1990 - Merlin Polzin, allenatore di calcio e ex calciatore tedesco
- 1990 - Veaceslav Posmac, calciatore moldavo
- 1990 - Nacho Pérez, attore spagnolo
- 1990 - Marcus Sandberg, calciatore svedese
- 1990 - Steven Théolier, ex sciatore alpino francese
- 1990 - David de Gea, calciatore spagnolo
- 1991 - Alexandros Apostolopoulos, ex calciatore greco
- 1991 - Jakub Bartkowski, calciatore polacco
- 1991 - Todd Blanchfield, cestista australiano
- 1991 - Heather Butler, ex cestista e allenatrice di pallacanestro statunitense
- 1991 - Pierson Fodé, attore e modello statunitense
- 1991 - Roxane Fournier, ex ciclista su strada e pistard francese
- 1991 - Justin Gilbert, giocatore di football americano statunitense
- 1991 - Denis Kramar, calciatore sloveno
- 1991 - Anne Gadegaard, cantante danese
- 1991 - Robin Mulhauser, pilota motociclistico svizzero
- 1991 - Riccardo Nuccio, schermidore italiano
- 1991 - Hokuto Shimoda, calciatore giapponese
- 1991 - Harry Shipp, ex calciatore statunitense
- 1991 - Alonso Zamora, calciatore messicano
- 1992 - Joseph Baffoe, calciatore svedese
- 1992 - Sebastian Bauer, calciatore austriaco
- 1992 - Maddalena Cettolin, calciatrice italiana
- 1992 - Mary Chieffo, attrice statunitense
- 1992 - Jürgen Damm, calciatore messicano
- 1992 - Laurens De Bock, calciatore belga
- 1992 - Mia Dimšić, cantante croata
- 1992 - Aubrey Kate, attrice pornografica statunitense
- 1992 - Andrea Londo, attrice statunitense
- 1992 - Clinton Mata, calciatore belga
- 1992 - Nacho Montes, attore spagnolo
- 1992 - Jerry Ortíz, calciatore colombiano
- 1992 - Agnès Raharolahy, velocista francese
- 1992 - Samuel Şahin-Radlinger, calciatore austriaco
- 1992 - Pavel Trichičev, sciatore alpino russo
- 1992 - Michelle Veintimilla, attrice statunitense
- 1992 - Derek Watt, ex giocatore di football americano statunitense
- 1992 - Goran Zakarić, calciatore bosniaco
- 1992 - Maksym Žyčykov, calciatore ucraino
- 1993 - Charity Adule, calciatrice nigeriana
- 1993 - Claudiu Belu, calciatore rumeno
- 1993 - Jürgen Locadia, calciatore olandese
- 1993 - Arthur Masuaku, calciatore francese
- 1993 - Ronen Rubinstein, attore, sceneggiatore e regista israeliano
- 1993 - Tan Ya-ting, arciera taiwanese
- 1993 - Stefano Tonut, cestista italiano
- 1993 - Tevonn Walker, ex cestista canadese
- 1994 - Demba Camara, calciatore guineano
- 1994 - Taco Charlton, giocatore di football americano statunitense
- 1994 - Gervonta Davis, pugile statunitense
- 1994 - Lee Erwin, calciatore scozzese
- 1994 - Tomer Ginat, cestista israeliano
- 1994 - Luciano González, giocatore di calcio a 5 statunitense
- 1994 - Golan Gutt, cestista israeliano
- 1994 - Manami Kojima, pallavolista giapponese
- 1994 - Merete Lutz, ex pallavolista statunitense
- 1994 - Calam Lynch, attore britannico
- 1994 - Arial Mendy, calciatore senegalese
- 1994 - Kanako Murakami, pattinatrice artistica su ghiaccio giapponese
- 1994 - Milica Nikolić, judoka serba
- 1994 - Konrad Nowak, calciatore polacco
- 1994 - Benito Raman, calciatore belga
- 1994 - SD, rapper statunitense
- 1994 - Racquel Sheath, ex pistard neozelandese
- 1994 - Algee Smith, attore statunitense
- 1994 - Marina Wallner, ex sciatrice alpina tedesca
- 1995 - Nicola Akele, cestista italiano
- 1995 - Sophia Ali, attrice statunitense
- 1995 - Yūdai Baba, cestista giapponese
- 1995 - Steph Branch, cestista statunitense
- 1995 - Aleksandra Gaworska, ostacolista e velocista polacca
- 1995 - Fyre, rapper e attore bulgaro
- 1995 - Iva Radoš, taekwondoka croata
- 1995 - Stefano Sironi, rugbista a 15 italiano
- 1995 - Mayu Yoshioka, doppiatrice giapponese
- 1996 - Alex Apolinário, calciatore brasiliano († 2021)
- 1996 - Luke Gebbie, nuotatore filippino
- 1996 - Dea Herdželaš, tennista bosniaca
- 1996 - André Horta, calciatore portoghese
- 1996 - Scottie James, cestista statunitense
- 1996 - Lorde, cantautrice neozelandese
- 1996 - Cyrus Monk, ciclista su strada australiano
- 1996 - Klemen Nemanič, calciatore sloveno
- 1996 - Alibek Osmonov, lottatore kirghiso
- 1997 - David Baev, lottatore russo
- 1997 - Rafael Cruz, pallavolista portoricano
- 1997 - Joss Didiba, calciatore camerunese
- 1997 - Tyree Jackson, giocatore di football americano statunitense
- 1997 - Gabriel Lazarte, calciatore argentino
- 1997 - Kevin Mac Allister, calciatore argentino
- 1997 - Matt Morgan, cestista statunitense
- 1997 - Elisha Owusu, calciatore ghanese
- 1997 - Martina Piemonte, calciatrice italiana
- 1997 - Cecilia Prugna, calciatrice italiana
- 1997 - Celine Van Gestel, pallavolista belga
- 1997 - Fabienne Wohlwend, pilota automobilistica liechtensteinese
- 1997 - Bradley de Nooijer, calciatore olandese
- 1998 - Khalifa Al Hammadi, calciatore emiratino
- 1998 - Delano Burgzorg, calciatore olandese
- 1998 - Rokas Lekiatas, calciatore lituano
- 1998 - Arijanet Murić, calciatore montenegrino
- 1998 - Ryohei Oiwa, wrestler giapponese
- 1998 - Lincoln Henrique Oliveira dos Santos, calciatore brasiliano
- 1999 - Mihai Aioani, calciatore rumeno
- 1999 - Dalano Banton, cestista canadese
- 1999 - Kasper Jørgensen, calciatore danese
- 1999 - Oier Lazkano, ciclista su strada spagnolo
- 1999 - Dakota Luther, nuotatrice statunitense
- 1999 - Álex Millán, calciatore spagnolo
- 1999 - Simisola Shittu, cestista canadese
- 2000 - Patrick Agyemang, calciatore statunitense
- 2000 - Khalid Al-Ghannam, calciatore saudita
- 2000 - Callum Hudson-Odoi, calciatore inglese
- 2000 - Ivan Jordanov, calciatore bulgaro
- 2000 - Rachele Morello, pallavolista italiana
- 2000 - Claudiu Petrila, calciatore rumeno
- 2000 - Logan Pletz, biatleta canadese
- 2000 - Tontawan Tantivejakul, attrice e modella thailandese
- 2000 - Anass Zaroury, calciatore belga

## XXI secolo(23)
- 2001 - Tom Gamble, pilota automobilistico britannico
- 2001 - Ilay Hagag, calciatore israeliano
- 2001 - Zaid Khater, ginnasta egiziano
- 2001 - Noah Lomax, attore statunitense
- 2001 - Amybeth McNulty, attrice irlandese
- 2001 - Marco Ricci, velocista italiano
- 2001 - Abrham Sime, siepista etiope
- 2002 - Kara Eaker, ex ginnasta statunitense
- 2002 - Angelica Ghergo, ostacolista italiana
- 2002 - Julia Tervahartiala, saltatrice con gli sci finlandese
- 2003 - Kyle Filipowski, cestista statunitense
- 2003 - Milos Kerkez, calciatore serbo
- 2003 - Lara McDonnell, attrice irlandese
- 2003 - Park Ji-hu, attrice sudcoreana
- 2003 - Vladislav Torop, calciatore russo
- 2003 - Cason Wallace, cestista statunitense
- 2004 - Chris Lokesa, calciatore belga
- 2004 - Raphael Kokas, pistard e ciclista su strada austriaco
- 2004 - Kokomo Murase, snowboarder giapponese
- 2004 - Maxi Oyedele, calciatore polacco
- 2004 - Fabio Stukator, giocatore di football americano svizzero
- 2006 - Giulia Dragoni, calciatrice italiana
- 2006 - Maya Kelly, tuffatrice statunitense